# 青岛侧花海葵
青岛侧花海葵（学名：Anthopleura qingdaoensis）为海葵科侧花海葵属的动物。在中国，分布于山东等，多附着在岩石和沙石等物的向阴处。